# Bruchus loti
Bruchus loti is een keversoort uit de familie bladkevers (Chrysomelidae). De wetenschappelijke naam van de soort werd in 1800 gepubliceerd door Gustaf von Paykull.